# Augustin Kubizek
Augustin Kubizek (Wenen, 15 oktober 1918 - aldaar, 24 maart 2009) was een Oostenrijks componist, musicoloog, dirigent en pedagoog. Hij was de eerstgeborene, dus oudste zoon van de ambtenaar en dirigent August Kubizek (1888-1956); zijn jongere broer Karl Maria Kubizek (1925-1995) was eveneens componist, klarinettist en muziekpedagoog. Hij was een oom van de componist, muziekpedagoog en violist Wolfgang R. Kubizek.

## Levensloop
Kubizek studeerde aan het bisschoppelijke lerarenseminaar in Linz voor leraar en behaalde zijn diploma in 1937. Zijn muzikale opleiding kreeg hij aan de Anton Bruckner Privatuniversität Linz bij Ferdinand Grossmann en van 1954 tot 1956 aan de Universität für Musik und darstellende Kunst Wien in Wenen bij Alfred Uhl (compositie) Reinhold Schmid (koorleiding) en Hans Swarowsky (orkestdirectie). Door cursussen bij Paul Hindemith, Johann Nepomuk David en Herbert von Karajan schoolde hij zich verder.
Kubizek was van 1946 tot 1954 leraar in Eferding. In 1956 ging hij het muziekonderwijs in en werd leraar notenleer en compositie aan de Universität für Musik und darstellende Kunst Wien. Hij werd ook stichter, koorleider en dirigent van verschillende belangrijke koren en ensembles als de Wiener Schütz-Kantorei. Voor zijn werk en inzet kreeg hij verschillende belangrijke onderscheidingen, zoals het Ereteken van Verdienste voor de Republiek Oostenrijk. In 1967 werd hij door de Oostenrijkse bondspresident Franz Jonas tot professor benoemd. Vanaf 1985 was hij professor emeritus.
Van 1970 tot 1979 werkte hij eveneens als redacteur voor het muzikale vakblad "Der Komponist".
Als componist schreef hij vooral vocale muziek. Zijn omvangrijk oeuvre bevat werken voor orkest, harmonieorkest, kerkmuziek, muziektheater (1 opera, 3 balletten), liederen en kamermuziek. In 1960 won hij de wedstrijd Concorso Composizione in de Italiaanse stad Varese en twee jaar laten de wedstrijd georganiseerd door Office de Radiodiffusion-Télévision Française. In 1979 werd hij bekroond met de eerste prijs gedurende de wedstrijd van de Association of International Cultural Exchange (AICE). In 1987 werd hij benoemd tot eredoctor van de Universidad Interamericana de Ciencias Humanisticas Florida. Kubizek was bestuurslid van de Oostenrijkse componistenbond (Österreichischer Komponistenbund) en van de Staatlich genehmigte Gesellschaft der Autoren, Komponisten und Musikverleger (AKM), de Oostenrijkse zusterorganisatie van de Buma/Stemra of SABAM. Hij was de Oostenrijkse vertegenwoordiger bij het Conseil International des Auteurs de Musique (CIAM), de internationale componistenraad binnen de Conféderation internationale des Societes d'Auteurs et Compositeurs (CISAC).

## Composities

### Werken voor orkest
- 1950 Romantische Symphonie, voor orkest, op. 2
- 1954 rev.1977 Concert, voor klarinet en orkest, op. 9
- 1958 Symphonische Musik, voor orkest, op. 17
- 1960 Concerto breve, voor cello en orkest, op. 23
- 1960 In memoriam Béla Bartók - Divertimento, voor strijkorkest, op. 27
- 1969 17. Wurzel aus zwei, schetsen voor kamerorkest
- 1976 Kamptaler Divertimento, voor dwarsfluit, klarinet, trompet, hoorn en orkest, op. 43 nr. 1
- 1977 Concertino de motu impari, voor klarinet en orkest, op. 44 nr. 1
- 1979 rev.1982 Es liegt ein Schloß in Österreich, variaties voor klarinet en orkest, op. 42 nr. 2
- 1980 Concert, voor altviool en orkest, op. 48
- 1983 Capriccio, voor viool solo en orkest, op. 54

### Werken voor harmonieorkest
- 1987 Aus da Hoamat, concertwals
- 1988 Symphonischer Marsch, voor harmonieorkest
- 1989 Symfonie, drie delen in een beweging voor harmonieorkest, op. 22
- 1991 Der lange Weg, symfonisch fragment

### Missen en andere kerkmuziek
- 1957 Und erlöse uns von allem Übel, cantate voor alt, gemengd koor, 2 piano's en slagwerk, op. 18 - tekst: Peter Huchel
- 1967 Lobe den Herrn, cantate voor samenzang, gemengd koor, 3 trompetten, 3 trombones en orgel, op. 31 nr. 2
- 1967 Psalm 126, voor samenzang, gemengd koor, 2 trompetten, 2 trombones en orgel, op. 31 nr. 3
- 1968 Marienlob, cantate voor sopraan, dwarsfluit, klarinet en cello, op. 30
- 1970 Neue Messe, vijf beschouwingen voor gemengd koor, op. 32 - teksten: Nichifor Crainic, Paul Verlaine, Alexej Vasiljevitsj Kolzow, George Forestier, Paul Claudel
- 1971 Deutsche Messe, voor gemengd koor, op. 35
- 1973 Zwei Marienmotetten, voor gemengd koor, op. 37 a
- 1973 rev.1980 Beata es, Maria, cantate voor tenor, gemengd koor en orkest, op. 37 b
- 1974 Unüberwindlich starker Held, Michaels-motet voor gemengd koor, op. 42 nr. 1
- 1974 St.-Michael-Messe, voor gemengd koor en orkest, op. 39 (ook in een versie voor gemengd koor, cello, contrabas en orgel)
- 1975 Drei Psalmen-Motetten, voor gemengd koor, 2 trompetten en 2 trombones, op. 29 d
- 1978 Nec morti esse locum, cantate voor gemengd koor en orkest (of orgel), op. 46
- 1978 Ave Maria, voor lage zangstem, klarinet, 2 violen, altviool, cello en piano (of orgel), op. 37 d/e
- 1982 Weihnachten mit dem Carinthia-Chor, 14 kerstliederen voor solisten, mannenkoor en instrumenten
- 1982 Missa a cappella, voor vrouwenkoor, op. 53
- 1982 Lobe den Herrn, liederencantate voor samenzang, gemengd koor en harmonieorkest, op. 42 nr. 2
- 1982 Amen, motet voor gemengd koor, op. 42 nr. 3
- 1983 Onze Vader (Vater unser), voor achtstemmig gemengd koor, 2 trompetten, 2 trombones en strijkorkest, op. 42
- 1984 Jakobs Stern ist aufgegangen, kerstcantate voor solisten, vrouwenkoor, dwarsfluit, hobo, klarinet, fagot, orgel, pauken en slagwerk, op. 56
- 1985 Marienleben, zeven motetten voor solisten, zanggroep en vrouwenkoor, op. 57
  1. Ave Maria
  2. Conceptio
  3. Nativitas
  4. Annuntiatio
  5. Purificatio
  6. Assumptio
  7. Salve Regina
- 1985 Missa simplex, voor gemengd koor a capella (of voor gemengd koor en orgel, of voor solisten, gemengd koor, strijkorkest en orgel), op. 58
- 1988 Familienweihnacht, 13 kerstliederen voor solisten en mannenkoor
- 1988 Erleuchtet ist die Dunkelheit, voor gemengd koor - tekst: Hans Dieter Mairinger
- 1989 Fünf Gesänge zur Meßfeier, voor gemengd koor, 2 trompetten, 2 trombones en tuba
- 1989 Preist Gott in der Höh, voor gemengd koor (of vrouwenkoor) - tekst: Hans Dieter Mairinger
- 1990 Laudes. Tres cantiones, voor solisten en vier- tot achtstemmig gemengd koor a capella - tekst: Hildegard von Bingen
  1. O virtus sapientiae
  2. De Sancta Maria
  3. O vis aeternitatis

### Muziektheater

#### Opera's
| Voltooid in | titel                    | aktes | première | libretto                                        |
| ----------- | ------------------------ | ----- | -------- | ----------------------------------------------- |
| 1992-1994   | Nathan der Weise, op. 66 |       |          | van de componist, naar Gotthold Ephraim Lessing |

#### Ballet
| Voltooid in | titel                            | aktes | première    | libretto | choreografie |
| ----------- | -------------------------------- | ----- | ----------- | -------- | ------------ |
| 1956        | Turandot, op. 19 c               |       | 1956, Wenen |          |              |
| 1957        | Till und Merete, op. 19 a        |       | 1958, Wenen |          |              |
| 1958        | Das unfolgsame Englein, op. 19 d |       | 1958, Wenen |          |              |

### Vocale muziek

#### Oratoria
- 1977 Stationen, oratorium voor tenor, bariton, 2 gemengde koren en orkest, op. 41 - tekst: Herbert Vogg
- 1980 Hadmar, der Kuenringer, scenisch oratorium voor spreker, sopraan, 2 tenoren, bariton, bas, gemengd koor en orkest, op. 52

#### Cantates
- 1959 Cantata de Joanne, voor tenor, bariton, mannenkoor en kamerorkest, op. 21 nr. 1
- 1963 Europa-Kantate, cantate voor teno, 2 gemengde koren en orkest, op. 25
- 1975 Stationen, cantate voor gemengd koor, orgel en slagwerk, op. 40 - tekst: Herbert Vogg

#### Werken voor koor
- 1951 Jahrmarkt, drie liederen voor gemengd koor, op. 4 nr. 1
- 1951 Ich zog mir einen valken, voor vrouwenkoor, op. 4 nr. 2
- 1952 Vier Motetten zur Weihnacht, voor gemengd koor, op. 4 nr. 3
- 1952 Vier Motetten zur Kirchweih, voor gemengd koor, op. 4 nr. 4
- 1956 Kranz des Jahres, twaalf liederen voor vrouwenkoor, op. 16
- 1958 Zehn Studentenlieder, voor gemengd koor, op. 20 nr. 1
- 1963 Mater Castissima, motet voor zangstem en piano, op. 22 nr. 3 a - tekst: Adam de San Vittore
- 1963 Nie stirbt das Land, vijf liederen voor mannenkoor, op. 21 nr. 2 - tekst: Josef Georg Oberkofler
- 1969-1976 Mundus Cantat, 35 volksliederen en liedcantates vanuit de Europese landen voor gemengd koor, op. 34 nr. 1
- 1969-1976 Mundus Cantat, 26 volksliederen, cantates en negro-spirituals voor mannenkoor, op. 34 nr. 2
- 1978 Plöner Chorsuite, vijf delen naar Platduitse liederen voor gemengd koor
- 1979 Holsteiner Herbst-Trilogie, voor gemengd koor en orkest, op. 47 - tekst: Theodor Storm, Friedrich Hebbel
  1. Über die Heide
  2. Herbstlied
  3. Oktoberlied
- 1979 Fünf Stationen - uit het oratorium "Wir, die wir leben (Memento Homo)", voor gemengd koor, op. 41 b - tekst: Herbert Vogg
- 1980 Vogelweider Chorsuite, voor gemengd koor, op. 49
- 1980 Dorfreigen, cyclus voor gemengd koor, op. 50 - tekst: Neidhard von Reuental
  1. Liebespaar im Frühling
  2. Der Dörper
  3. Die ausgelassene Alte
  4. Kampfhähne
  5. Übermütiges Mädchen
- 1981 Mein auserwählter Hort, cyclus voor gemengd koor, op. 51 - tekst: Oswald von Wolkenstein
- 1983 Les proverbes de Fenis, vocale suite voor gemengd koor, op. 55
  1. Preludio
  2. Aria
  3. Scherzo
  4. Sarabande
  5. Finale
- 1988 Musik macht frei, voor achtstemmig gemengd koor
- 1988 Was erwartet ihr?, cyclus van liederen voor gemengd koor (of vrouwenkoor), op. 62 - tekst: Franz Kießling
  1. Was die Bäume betrifft
  2. Ewiges Schicksal
  3. Wo wir leben
  4. Die Mehrzahl eurer Brüder

#### Liederen
- 1946 Vier Lieder, voor sopraan, dwarsfluit, klarinet en altviool
- 1948 Drei Lieder nach Christian Morgenstern, voor sopraan, dwarsfluit en gitaar
- 1960 Seht wie ihr lebt, vijf gezangen voor middenstem en piano, op. 22 nr. 1 a - tekst: Franz Kießling
- 1989 Ein Licht ist erschienen, voor zangstem en piano, op. 63 nr. 1
- 1993 An ein krankes Kind auf Kreta, voor zangstem en piano, op. 63 nr. 2

### Kamermuziek
- 1950 Blaaskwintet, op. 15
- 1952 Musik, voor 2 violen
- 1955 Sonate, voor hobo en piano
- 1963 Quartetto da camera, voor hobo, klarinet, fagot en gitaar, op. 24 a
- 1964 Trio, voor klarinet (of viool), cello en piano
- 1964 Sinfonia da camera, nonet voor dwarsfluit, hobo, klarinet, fagot, hoorn, viool, altviool, cello en contrabas, op. 26 b
- 1965 Vergnügliche Miniaturen über eine Zwölftonreihe, voor viool, klarinet, trombone en fagot
- 1965 Sonate, voor dwarsfluit en harp
- 1974 Die tüchtigen Fiedler, 10 variaties voor 2 violen
- 1977 Musica Concertante, voor hobo, viool, cello en klavecimbel (of piano), op. 45
- 1977 Drei Sketches, voor vier klarinetten
- 1981 Kuenringer-Suite, voor 2 trompetten en 2 trombones, op. 52 b
- 1986 Flicornofonia, voor 2 bugels, hoorn, eufonium en tuba
- 1988 Saxophonia, voor saxofoonkwartet, op. 60 nr. 2
- 1990 Fanfare, voor drie natuurhoorns
- 1990 Quintettkonzert, voor klarinet en strijkkwartet, op. 64
- 1996 Fanfare NÖFF, voor 2 trompetten, hoorn en trombone

### Werken voor orgel
- 1977 Sieben Stationen, op. 40 b
- 1987 Passacaglia, op. 52

### Werken voor piano
- 1947 Variaties
- 1969 Spielereien
- 1972 Blickpunkt Europa, 10 exposities
- 1976 Neue Expositionen, op. 36 nr. 3
- 1996 Pro und Contra, voor 2 piano's, op. 60 nr. 3

### Werken voor gitaar
- 1956 Sonate